# Grote Boer van Lekkerkerk
De Grote Boer van Lekkerkerk (echte naam Gerrit Bastiaensz of Bastiaansz de Hals) (Lekkerkerk, circa 1620 - aldaar 1668) was een boer en zalmvisser.
Volgens bronnen uit zijn tijd was Gerrit Bastiaensz 2,59 meter lang. Door zijn uitzonderlijke lengte trok hij veel bekijks, niet alleen van zijn dorpsgenoten, maar ook velen uit de omringende provincies kwamen dit fenomeen bekijken.
De toenmalige heer van de Lek, graaf Lodewijk van Nassau la Lecq, liet een schilderij van deze 'reus' vervaardigen. Dit schilderij is echter verloren gegaan toen het rechthuis annex café afbrandde, waar het schilderij hing. Er zijn wel latere afbeeldingen gemaakt, maar betwijfeld wordt of deze portretten veel gelijkenis vertonen. Er bestaat wel een niet gesigneerd zeventiende-eeuws portret, dat wellicht nog tijdens zijn leven is gemaakt en dus mogelijk wel lijkt op de afgebeelde persoon.
De Grote Boer van Lekkerkerk overleed in 1668 na een ruzie op de kermis, waarbij hij door een vechtersbaas werd doodgestoken.
In Museum Rotterdam is een 'zeer grote zwarte leren schoen' aanwezig die gedragen zou zijn door Gerrit Bastiaensz.
Later onderzoek van zijn dij- en scheenbeen door prof. dr. J. van Limborgh wees uit dat de werkelijke lengte van Gerrit Bastiaensz ongeveer 2,16 meter moet zijn geweest. Ook met deze lengte blijft hij een reus in zijn tijd. Zijn dij- en scheenbeen zijn bewaard gebleven en in het bezit van de historische vereniging van Lekkerkerk. 